# شصت و یکمین جشنواره فیلم ونیز
۶۱مین جشنواره سالانه بین‌المللی فیلم ونیز (به انگلیسی: The 61st annual Venice International Film Festival) بین ۱ تا ۱۱ سپتامبر ۲۰۰۴ برگزار شد. جشنواره با اکران ترمینال استیون اسپیلبرگ افتتاح شد، و با اکران فیلم Steamboy کاتسوهیرو اوتومو به پایان رسید. شیر طلایی به فیلم ورا دریک به کارگردانی مایک لی اهدا شد.

## بخش اصلی

### رقابت اصلی
اصلی‌ترین بخش رقابتی انتخاب رسمی، یک مسابقه بین‌المللی فیلم‌های سینمایی است که برای شیر طلایی انتخاب می‌شود.
| عنوان به انگلیسی               | عنوان اصلی             | کارگردان             | کشور                          |
| ------------------------------ | ---------------------- | -------------------- | ----------------------------- |
| خانه خالی                      | Bin-jip                | کیم کی-دوک           | کره جنوبی، ژاپن               |
| پنج در دو (فیلم)               | پنج در دو (فیلم)       | فرانسوا اوزون        | فرانسه                        |
| Another Life                   | Ovunque sei            | میکله پلاچیدو        | ایتالیا                       |
| تولد                           | تولد                   | جاناتان گلیزر        | ایالات متحده آمریکا           |
| Café Lumière                   | Kôhî jikô              | هو شیائو-شین         | ژاپن، تایوان                  |
| Delivery                       | Delivery               | Nikos Panayotopoulos | یونان                         |
| قصر متحرک هاول                 | Hauru no ugoku shiro   | هایائو میازاکی       | ژاپن                          |
| مزاحم                          | L'intrus               | کلر دنی              | فرانسه                        |
| The Keys to the House          | Le chiavi di casa      | جانی آملیو           | ایتالیا، فرانسه، آلمان        |
| Kings and Queen                | Rois et reine          | ارنو دپلشن           | فرانسه                        |
| Land of Plenty                 | Land of Plenty         | ویم وندرس            | ایالات متحده آمریکا           |
| Low Life                       | Haryu insaeng          | ایم کوان-تا          | کره جنوبی                     |
| One Long Winter Without Fire † | Tout un hiver sans feu | Greg Zglinski        | سوئیس                         |
| واروخوانه                      | واروخوانه              | تاد سولوندز          | ایالات متحده آمریکا           |
| سرزمین موعود                   | سرزمین موعود           | عاموس گیتای          | اسرائیل، فرانسه               |
| Remote Access                  | Udalyonnyy dostup      | Svetlana Proskurina  | روسیه                         |
| دریای درون                     | Mar adentro            | آلخاندرو آمنابار     | اسپانیا، فرانسه، ایتالیا      |
| سگ‌های ولگرد                    | Sag-haye velgard       | مرضیه مشکینی         | ایران، فرانسه، افغانستان      |
| ونیتی فر                       | ونیتی فر               | میرا نایر            | بریتانیا، ایالات متحده آمریکا |
| ورا دریک                       | ورا دریک               | مایک لی              | بریتانیا                      |
| Working Slowly (Radio Alice)   | Lavorare con lentezza  | Guido Chiesa         | ایتالیا                       |
| جهان                           | Shijie                 | جیا ژانکو            | چین                           |

عنوان برجسته شده نشان دهنده برنده شیر طلایی است. † فیلم‌هایی که خاکستری هستند به عنوان نامزد رقابت کردند.